# Tyrannus dominicensis
El tirano dominicano (Tyrannus dominicensis) es una especie de ave paseriforme de la familia Tyrannidae, perteneciente al género Tyrannus.  Es una ave parcialmente migratoria de corta distancia que cría en el sureste de Estados Unidos, en las Antillas, y en el norte de América del Sur, pero las poblaciones norteñas invernan en La Española, Puerto Rico, las Antillas Menores, Panamá y el norte de América del Sur.

## Nombres comunes
Se le denomina también sirirí gris (en Colombia), tirano gris (en Costa Rica], Panamá, Ecuador y México, pitirre abejero (en Cuba), petigre o pitigre (en República Dominicana), titiri (en Haití), pitirre (en Puerto Rico y Cuba), chilero gris (en Honduras), tirano costero (en Nicaragua) o pitirre gris (en Venezuela).

## Distribución
El tirano dominicano cría en el sureste de Estados Unidos (en Florida y en la costa del Golfo de Alabama y Mississipi), en las Bahamas, Cuba, islas Turcas y Caicos, islas Caimán, Jamaica, —estas poblaciones abandonan el territorio en los inviernos boreales— en La Española (Haiti y República Dominicana), Puerto Rico, islas Vírgenes, Anguila; San Martín, San Cristóbal y Nieves, Antigua y Barbuda; Montserrat, Dominica, Guadalupe, Martinica, San Bartolomé, Santa Lucía ,Barbados, San Vicente y las Granadinas, Granada, Trinidad y Tobago, Aruba; Bonaire, Curazao y norte de Venezuela. Las poblaciones migratorias llegan hasta Panamá, el norte y oeste de Colombia, la mayor parte de Venezuela, Guyana, Surinam, Guayana Francesa y extremo norte de Brasil (Roraima, también en el norte de Amapá), posiblemente en el este de Ecuador. Se registra el pasaje migratorio por las costas caribeñas de México, Belice, Nicaragua, Costa Rica y como vagante en Honduras. En Cuba es residente entre el 19 de febrero y el 6 de octubre. Vive en los campos cultivados, bosques poco densos y también en las ciudades. 
Esta especie es común y conspicua, más abundante en las Antillas; prefiere áreas costeras abiertas, generalmente hábitats secos cerca de agua, también cerca de campos cultivados y en locales abiertos cerca de habitaciones y poblados. Es abundante en bosques abiertos de pinos (Pinus spp.) y encinos (Quercus spp.) con palmeras dispersas (Sabal spp.); en manglares (por ej., Rhizophora, Avicennia spp.). Generalmente por debajo de los 500 m de altitud, raramente hasta los 900 m.

## Descripción
Mide unos 23 cm de longitud. El pico es grande. Por el dorso es gris, con una mancha negra detrás del ojo.  El extremo dorsal de la cola es a veces más claro. Las partes inferiores son mayormente blancas, pero con tono algo amarillento desde el vientre hasta las cobertoras de la cola. La cola termina más larga hacia los lados que en el medio. En la coronilla tiene una manchita anaranjada que en el inmaduro está ausente, además este se distingue del adulto por tener las plumas y la espalda con ribetes castaños. Se alimenta de insectos que captura al vuelo, casi siempre lanzándose desde una rama y retornando a ella para rematarlo. A veces aprovecha las luces nocturnas para cazar capturando polillas. También incluye en su dieta pequeñas lagartijas, semillas y frutas.

## Nido

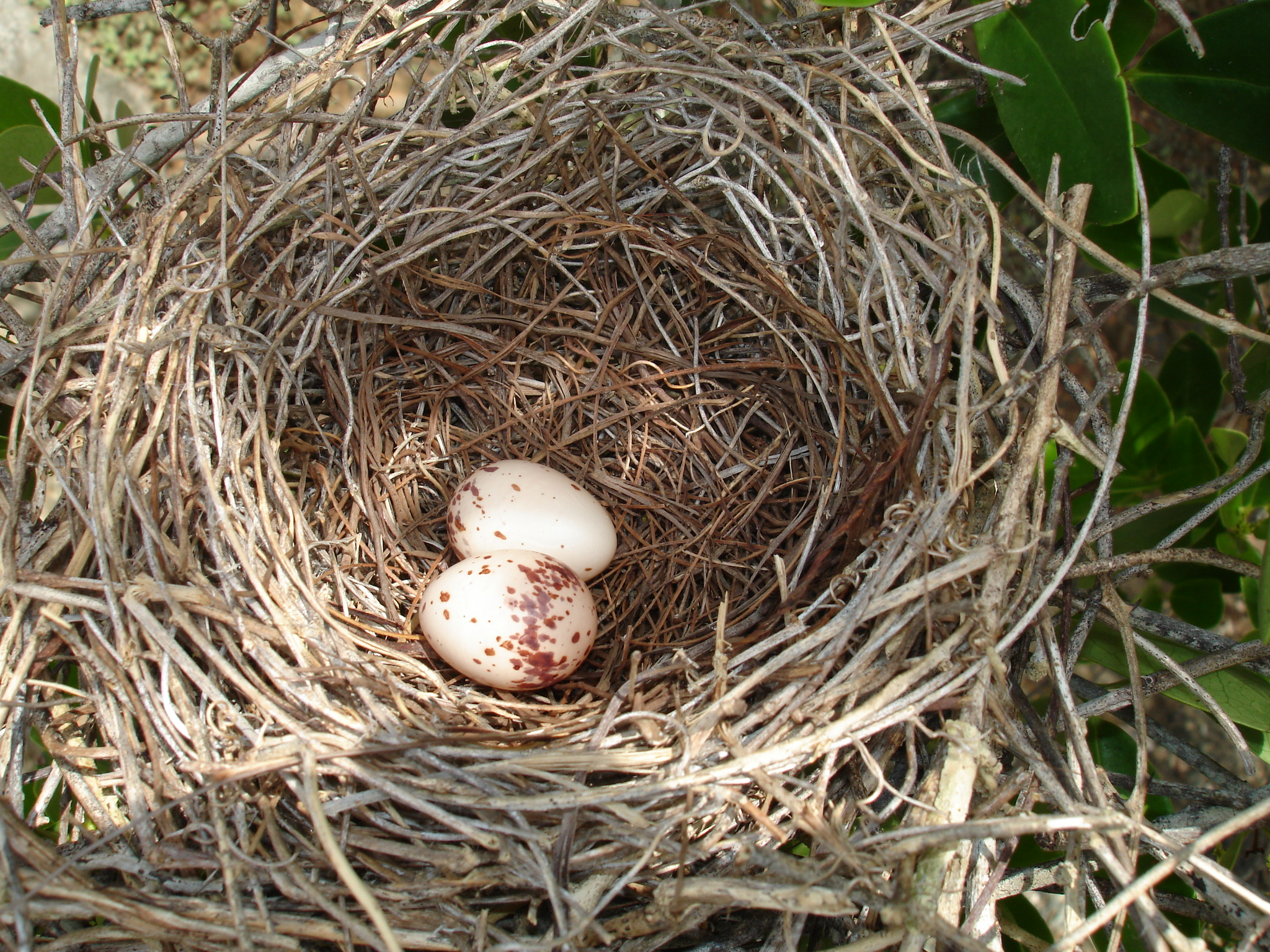
Nido y huevos del tirano dominicano en San Juan, Islas Vírgenes de los Estados Unidos.

Anidan de abril a julio en árboles. El nido es de forma de cuenco, hecho de ramillas, bejucos y hierbas, y con recubrimiento interno fino de hierbas y raicillas. La puesta es de tres o cuatro huevos de color blanco parduzco o rosado con manchas de colores castaño, malva y gris.

## Sistemática

### Descripción original
La especie T. dominicensis fue descrita por primera vez por el naturalista alemán Johann Friedrich Gmelin en 1788 bajo el nombre científico Lannius Tyrannus dominicensis; su localidad tipo es: «Santo Domingo».

### Etimología
El nombre genérico masculino «Tyrannus» proviene del nombre específico Lanius tyrannus, cuyo epíteto en latín significa ‘tirano’, ‘déspota’, ‘dictador’; y el nombre de la especie «dominicensis», se refiere a Santo Domingo, como se denominaba también a toda la isla La Española.

### Taxonomía
Las formas descritas T. dominicensis fugax, T. dominicensis tenax y T. dominicensis sequax todas propuestas por Brodkorb, 1950 se consideran indistinguibles de la nominal, y T. dominicensis rostratus P.L. Sclater, 1864 es un sinónimo de vorax.

### Subespecies
Según las clasificaciones del Congreso Ornitológico Internacional (IOC) y Clements Checklist/eBird se reconocen dos subespecies, con su correspondiente distribución geográfica:
- Tyrannus dominicensis dominicensis (Gmelin), 1788 – cria desde la costa sureste de Estados Unidos hacia el sur a través de las Bahamas y Antillas Mayores hasta la costa de Venezuela; las poblaciones norteñas migran al sur hasta Panamá y norte de América del Sur, desde Colombia hasta la Guayana Francesa.
- Tyrannus dominicensis vorax Vieillot, 1819 – residente en las Antillas Menores, desde Barbuda hasta Granada; algunas invernan hasta Trinidad y Las Guayanas.